# Achillea setacea
Achillea setacea là một loài thực vật có hoa trong họ Cúc. Loài này được Waldst. & Kit. mô tả khoa học đầu tiên năm 1802.